# Petényi Salamon János-emlékérem
A Petényi Salamon János-emlékérmet a Magyar Madártani és Természetvédelmi Egyesület 
alapította 1984-ben. Az emlékéremmel az egyesület Tudományos Tanácsa az egyesület azon tagjait tünteti ki, akik kimagasló tudományos kutató tevékenységet folytatnak, amivel hazai és nemzetközi téren eredményeket értek el. Ornitológiai munkájuk során az etikai követelményeknek példamutatóan megfelelnek. Az elbírálásnál figyelembe vehető egész tudományos életmű, vagy a legutolsó évek kimagasló munkássága is. Az érem négyévenként kerül kiosztásra. Az érem felirata Petényi Salamon János.

## Díjazottak[1]
- 1984: Dr. Keve András, Dr. Rékási József
- 1988: Dr. Kalotás Zsolt
- 1992: Dr. Varga Zoltán
- 1997: Dr. Udvardy Miklós
- 1999: Dr. Moskát Csaba
- 2001: Dr. Szép Tibor
- 2004: Dr. Báldi András, Dr. Csörgő Tibor
- 2014: Dr. Török János
- 2024: Dr. Gyurácz József

## Akiről a díjat elnevezték
Gazda István (szerk.): Petényi Salamon János emlékezete. Piliscsaba, 2000. (A róla szóló irodalommal.)